# Promouvoir la paix durable
Promouvoir la paix durable (Promoting Enduring Peace ou PEPeace) est une association fondée aux États-Unis en 1952 et se donnant pour objectif d'établir la paix. Elle a eu une action importante lors de la guerre du Vietnam. Aujourd'hui, elle est active dans les domaines de l'humanitaire et de la transmission des valeurs pacifistes à la jeunesse.

## Source
- (en) Site de l'association.